# ATC-kod A09: Digestionsmedel, inkl enzymer
ATC-kod A09: Digestionsmedel, inkl enzymer är en del av klassificeringssystemet ATC (Anatomical Therapeutic Chemical Classification System) för läkemedel och vissa andra medicinska produkter. ATC utvecklas av WHO och består av alfanumeriska koder indelade i grupper utifrån anatomi, medicinsk funktion och läkemedelstyp på 5 olika kodnivåer. Denna sida utgör innehållet i en specifik grupp på nivå 2.

## A09A Digestionsmedel, inkl enzymer

### A09AA Digestionsenzymer
A09AA01 Diastas
A09AA02 Multienzymer (lipas, proteas etc)
A09AA03 Pepsin
A09AA04 Tilaktas

### A09AB Saltsyraersättningsmedel
A09AB01 Aciglumin
A09AB02 Betainhydroklorid
A09AB03 Saltsyra
A09AB04 Citronsyra

### A09AC Digestionsenzymer och saltsyraersättningsmedel, kombinationer
A09AC01 Pepsin och syra
A09AC02 Multienzymer och saltsyraersättningsmedel

### Engelska
- WHO Collaborating Centre for Drug Statistics Methodology - ATC Index
- WHO Collaborating Centre for Drug Statistics Methodology - ATCvet Index

### Svenska
- SIL online
- FASS.se - ATC
- FASS.se - Veterinär-ATC
- Sök läkemedelsfakta - Läkemedelsverket
- Socialstyrelsen : Klassifikationer
- Nationellt produktregister för läkemedel - NPL